# UEPA! Un escenario para amar
UEPA! Un Escenario Para Amar es una telenovela juvenil mexicana producida por Rafael Gutiérrez para TV Azteca en 2015. Se trata de una versión de la telenovela Como en el Cine producida en 2001.
Protagonizada por Gloria Stálina y Erick Chapa, con las participaciones antagónicas de Ana Belena y Martha Mariana Castro. Cuenta además con las  actuaciones estelares de Betty Monroe, Regina Murguía, Cristóbal Orellana, Tatiana del Real, Thali García, Ariana Ron Pedrique, Camila Rojas y Valeria Galviz. Y la participación especial de las Youtubers Ixpanea y cajafresca.
A decisión de la empresa TV Azteca, la telenovela se dividió en 2 temporadas: La primera temporada fue emitida del 27 de abril al 5 de junio de 2015 y constó de 30 capítulos. La segunda temporada planeaba transmitirse en el segundo trimestre del 2016, pero finalmente fue cancelada. 
En Az Mundo, canal de tv de paga de TV Azteca, continuaron los capítulos de UEPA! sin ningún tipo de impedimento. Finalizó el 18 de septiembre de 2015.

## Sinopsis
Lourdes Jordán es una joven quien al morir sus padres, debe hacerse cargo de su pequeña hermana Estefy. Para poder pagar el exclusivo internado donde su hermana estudia, Lourdes se ve orillada a trabajar de bailarina en el bar Pink. Obligada a ser un buen ejemplo para Estefy, decide mentir sobre su verdadero trabajo, haciéndose pasar por una prestigiosa psicóloga. Por azares del destino, Lourdes conoce a Claudio, un apuesto joven quien queda enamorado de ella a primera vista.
Claudio, manipulado por su madre Rafaela, está a punto de casarse con Alexandra, sin realmente quererla. Al creer que Lourdes es una psicóloga importante, Claudio pretende no solo acercarse a ella con el fin de sanar el trauma que le causó la muerte de su hermano gemelo, sino además, conocerla y conquistarla. Los dos se enamoran perdidamente, pero ella teme que él la abandone cuando sepa que en realidad no es psicóloga sino bailarina en un bar.
Muchas serán las veces en las que Lourdes intentará confesarle a Claudio su secreto, pero las dificultades y confusiones provocan que no pueda hacerlo y se vaya enredando cada vez más en la mentira. Lourdes comparte penas e ilusiones con sus amigas del bar, Rox, Anya, Gaby y Pantera, chicas que buscan superarse y llegar a conocer el amor. Sumándose a la ya complicada vida de Lourdes, llega Aldo, un millonario carismático, quien siente una fascinación total por ella, llegando así, a interponerse entre el amor de Claudio y Lourdes.
A lo largo de esta historia Lourdes y Claudio deberán salvar muchos obstáculos para consumar su amor, pero lucharán contra lo que se interponga entre ellos para mantenerse juntos en este Escenario para amar, que la vida les promete.

## Elenco
| Actore (s)            | Personajes                                                         | Temporadas | Temporadas |
| Actore (s)            | Personajes                                                         | 1          | 2          |
| --------------------- | ------------------------------------------------------------------ | ---------- | ---------- |
| Gloria Stálina        | Lourdes Jordán Salazar "Lule"                                      | Sí         | Sí         |
| Erick Chapa           | Claudio De los Arcos / Franco Solís / Franco De los Arcos "Enigma" | Sí         | Sí         |
| Ana Belena            | Alexandra Williams Lascurain                                       | Sí         | Sí         |
| Martha Mariana Castro | Rafaela Vda. de De los Arcos                                       | Sí         | Sí         |
| Betty Monroe          | Zoila Lezama                                                       | Sí         | Sí         |
| Ariana Ron Pedrique   | Bianca Campestre "La Pantera"                                      | Sí         | Sí         |
| Regina Murguía        | Anya Moret Barrientos de Galán                                     | Sí         | Sí         |
| Camila Rojas          | Gabriela "Gaby" Ruíz 'La Nena'                                     | Sí         | Sí         |
| Valeria Galviz        | Roxana "Rox" Trejo                                                 | Sí         | Sí         |
| Martín Altomaro       | Alfonso "Poncho" Solís                                             | Sí         | Sí         |
| Guillermo Iván        | Aldo Galán Valladares Del Valle                                    | Sí         | Sí         |
| Nubia Martí           | Madre Luna                                                         | Sí         | Sí         |
| Humberto Búa          | Jorge Velasco                                                      | Sí         | Sí         |
| Tatiana del Real      | Estefanía "Estefy" Jordán Salazar                                  | Sí         | Sí         |
| Thali García          | Julia "July" Rivero                                                | Sí         | Sí         |
| Carmen Baque          | Hermana Dolores de la Inmaculada Concepción                        | Sí         | Sí         |
| Araceli Aguilar       | Ana Solís López †                                                  | Sí         | No         |
| Germán Girotti        | Marcos                                                             | Sí         | Sí         |
| Alex Garza            | Tita                                                               | Sí         | Sí         |
| Cristóbal Orellana    | Saúl Torres Juárez / Saúl Lezama                                   | Sí         | Sí         |
| Leticia Pedrajo       | Miriam                                                             | Sí         | Sí         |
| Jessica Rotaeche      | Teresa "Teresita" Del Niño Jesús Tapia                             | Sí         | Sí         |
| Christian Vázquez     | Moisés "Moy" Acuña †                                               | Sí         | Sí         |
| Cecilia Constantino   | Hermana Ágata                                                      | Sí         | Sí         |
| Lourdes Narro         | Rada                                                               | Sí         | Sí         |
| Laura Sotelo          | Admata Tapia                                                       | Sí         | Sí         |
| Patrick Fernández     | Omar Fernández †                                                   | Sí         | Sí         |
| Marcela Alcaraz       | Carolina "Caro" García                                             | Sí         | Sí         |
| Alexa Martín          | Marisel De los Arcos                                               | Sí         | Sí         |
| Joanydka Mariel       | Doña Lupita                                                        | Sí         | Sí         |
| Marco Aurelio Nava    | Greco Cázares †                                                    | Sí         | Sí         |
| Fernanda Cerecedo     | Eulalia                                                            | Sí         | ´          |
| Giovanna Romo         | Natalia                                                            | Sí         | Sí         |
| Luis Enrique Parra    |                                                                    |            |            |
| Alejandra Zaid        | Vanessa                                                            | Sí         | Sí         |
| Socorro Miranda       | Madre de Carolina                                                  | Sí         | Sí         |
| Ángela Fuste          | Carmen Lascurain de Williams                                       | Sí         | Sí         |
| Gerardo Acuña         | Sergio Williams                                                    | Sí         | Sí         |
| Maro Sandoval         | Neto                                                               | Sí         | Sí         |
| Tamara Guzmán         | Gertudis de Galán Pestre                                           | No         | Sí         |
| Giselle Leal          | Concepción "Connie" Lomas                                          | Sí         | Sí         |
| Dan Márquez           | Juan                                                               | Sí         | Sí         |
| Erick Sandoval        | Germán                                                             | Sí         | Sí         |
| Marco Tostado         | Rudo                                                               | Sí         | Sí         |
| Rodrigo Montana       | Tony                                                               | No         | Sí         |
| Andy Chávez de Moore  | Angie                                                              | Sí         | Sí         |
| Julián Soto           | Samuel / Ramiro                                                    | Sí         | Sí         |
| Elsa Ortíz            | Tamara Díaz / Eugenia De la Torre "Ángel de la Muerte"             | No         | Sí         |
| Alejandra Mazin       | Melissa Topete                                                     | Sí         | Sí         |
| Joe Herrera           | José                                                               | Sí         | Sí         |
| Jaime González        | Carlos Moreno "El Cejas" †                                         | Sí         | Sí         |
| Aarón Beas            | Francisco "Paco" Lozada                                            | Sí         | Sí         |
| Citlali Galindo       | Dafne de Rivero                                                    | Sí         | Sí         |
| María Luisa Garza     | Madre Josefina                                                     | No         | Sí         |
| Mauricio Bonet        | Dr. Alonso Arreola                                                 | Sí         | Sí         |
| José Ramón Escorza    | Gilberto Torres                                                    | Sí         | Sí         |
| Arancha               | Rosaura Juárez de Torres                                           | Sí         | Sí         |
| Anette Michel         | Madre de Lourdes y Estefy †                                        | Sí         | No         |
| Ramiro Fumazoni       | Rodrigo De los Arcos Sifuentes †                                   | Sí         | No         |
| Adrián Herrera        | Claudio De los Arcos (Joven)                                       | Sí         | No         |
| Gala Montes           | Lourdes Jordán Salazar (Joven)                                     | Sí         | No         |

## Temporadas
| Temporada                        | Fecha inicio         | Fecha final         | Capítulos |
| -------------------------------- | -------------------- | ------------------- | --------- |
| Anexo:Primera temporada de UEPA! | 27 de abril del 2015 | 5 de junio del 2015 | 30        |
| Anexo:Segunda temporada de UEPA! | -                    | -                   | 75        |

## Soundtrack
| UEPA! |                              |                                                              |          |  |
| N.º   | Título                       | Escritor(es)                                                 | Duración |  |
| 1.    | «Química En Común» (CD9)     | Armando Ávila · Marcela de la Garza · Royger Rosas           | 3:05     |  |
| 2.    | «Marry You» (Bruno Mars)     | Mars · Lawrence · Levine                                     | 3:50     |  |
| 3.    | «This I Promise You» (NSYNC) | NSYNC                                                        | 4:44     |  |
| 4.    | «Tu Mirada» (Reik)           | Ettore Grenci · Jesús Navarro · Julio Ramírez · Mónica Vélez | 3:41     |  |
| 14:20 |                              |                                                              |          |  |

## Cancelación
Apenas un mes transcurrido, Televisión Azteca decidió cancelar la transmisión de la telenovela y transformarla a serie por una estrategia de marketing. Anunció que la segunda temporada sería transmitida en abril del 2016. Sin embargo esto jamás se dio, debido a la salida de la actriz Betty Monroe a Televisa, donde se le dio la oportunidad de protagonizar la telenovela Sueño de Amor.
Sin embargo, Televisión Azteca decidió subir, en formato de telenovela, toda la producción a la famosa plataforma de streaming Netflix, donde están disponibles todos los capítulos sin interrupciones e incluso, con escenas inéditas que no se transmitieron en televisión. Alargando la historia de 105 a 140 capítulos. De hecho la telenovela ya no se encuentra en la plataforma de Netflix.

## Versiones
- TV Azteca ya había realizado una versión original bajo el nombre de "Como en el cine", en 2001. Producida por Antulio Jiménez Pons, y protagonizada por Lorena Rojas y Mauricio Ochmann.
- Se realizó una versión rumana titulada "Iubire ca în filme", realizada por la cadena Acasă en 2007. Producida por Alex Cseh y Ruxandra Ion, y protagonizada por Adela Popescu y Dan Bordeianu.
- La cadena Venevisión realizó otra versión, bajo el nombre de "Pecadora" a finales de 2009. Producida por Ana Teresa Arismendi, y protagonizada por Litzy y Eduardo Capetillo.